# Montopoli di Sabina
Pour les articles homonymes, voir Montopoli.
Montopoli di Sabina est une commune italienne de la province de Rieti dans la région Latium en Italie.

## Administration
| Période                                  | Période | Identité | Étiquette | Qualité |
| ---------------------------------------- | ------- | -------- | --------- | ------- |
|                                          |         |          |           |         |
| Les données manquantes sont à compléter. |         |          |           |         |

### Hameaux
Bocchignano, Colonnetta La Memoria, Granari, Ponte Sfondato, Santa Maria

### Communes limitrophes
Castelnuovo di Farfa, Fara in Sabina, Fiano Romano, Montelibretti, Nazzano, Poggio Mirteto, Salisano, Torrita Tiberina